# Clasificación de UEFA para la Copa Mundial de Fútbol Playa FIFA 2013
La clasificación de la UEFA para la Copa Mundial de Fútbol Playa FIFA 2013 fue un torneo de fútbol playa que se desarrolló en Moscú, Rusia, desde el 1 al 8 de julio de 2012, en el que se determinaron los cuatro equipos clasificados de Europa. Todos los partidos se jugaron en dos estadios temporales ubicados en el parque de la Victoria de esa misma ciudad.  Las selecciones que llegaron a las semifinales del torneo y lograron la clasificación para la copa del mundo fueron España, ganadora del evento, Rusia, Ucrania, y Países Bajos.
Los 24 equipos participantes fueron divididos en 6 grupos de 4 integrantes. Tras una ronda de todos contra todos, clasificaron dieciséis equipos que fueron emparejados para definir a ocho clasificados, que posteriormente fueron nuevamente divididos en dos grupos de cuatro participantes sobre la base de sus resultados. Los dos mejores de cada grupo clasificaron a la copa mundial y también definieron el campeón del torneo.
La UEFA perdió un cupo con respecto al torneo pasado. Esto se debió a que dicha plaza fue concedida a la Confederación de Fútbol de Oceanía (OFC).

## Equipos participantes
| Equipos participantes | Equipos participantes | Equipos participantes | Equipos participantes |
| --------------------- | --------------------- | --------------------- | --------------------- |
| Alemania              | Francia               | Letonia               | República Checa       |
| Azerbaiyán            | Grecia                | Moldavia              | Rumania               |
| Bielorrusia           | Hungría               | Noruega               | Rusia                 |
| Bulgaria              | Inglaterra            | Países Bajos          | Turquía               |
| España                | Israel                | Polonia               | Suiza                 |
| Estonia               | Italia                | Portugal              | Ucrania               |

## Calendario y resultados

### Primera fase
En esta fase los veinticuatro equipos fueron divididos en seis grupos de cuatro integrantes y buscaron la clasificación en una ronda de todos contra todos. Pasaron a la siguiente fase los dos primeros lugares de cada grupo y los cuatro mejores terceros puestos.

#### Grupo A
| Equipo   | Pts | PJ | PG | PG+ | PP | GF | GC | Dif |
| -------- | --- | -- | -- | --- | -- | -- | -- | --- |
| Polonia  | 8   | 3  | 2  | 1   | 0  | 16 | 6  | 10  |
| Rusia    | 6   | 3  | 2  | 0   | 1  | 17 | 6  | 11  |
| Alemania | 3   | 3  | 1  | 0   | 2  | 4  | 9  | -5  |
| Letonia  | 0   | 3  | 0  | 0   | 3  | 6  | 22 | -16 |

| Fecha              | Lugar |          |                     | Resultado |                     |          |
| ------------------ | ----- | -------- | ------------------- | --------- | ------------------- | -------- |
| 1 de julio de 2012 | Moscú | Polonia  | Bandera de Polonia  | 2:1       | Bandera de Alemania | Alemania |
| 1 de julio de 2012 | Moscú | Letonia  | Bandera de Letonia  | 2:9       | Bandera de Rusia    | Rusia    |
| 2 de julio de 2012 | Moscú | Polonia  | Bandera de Polonia  | 11:3      | Bandera de Letonia  | Letonia  |
| 2 de julio de 2012 | Moscú | Rusia    | Bandera de Rusia    | 6:1       | Bandera de Alemania | Alemania |
| 3 de julio de 2012 | Moscú | Alemania | Bandera de Alemania | 2:1       | Bandera de Letonia  | Letonia  |
| 3 de julio de 2012 | Moscú | Rusia    | Bandera de Rusia    | 2:2 (0:1) | Bandera de Polonia  | Polonia  |

#### Grupo B
| Equipo   | Pts | PJ | PG | PG+ | PP | GF | GC | Dif |
| -------- | --- | -- | -- | --- | -- | -- | -- | --- |
| Ucrania  | 9   | 3  | 3  | 0   | 0  | 9  | 5  | 4   |
| Portugal | 6   | 3  | 2  | 0   | 1  | 18 | 6  | 12  |
| Grecia   | 3   | 3  | 1  | 0   | 2  | 13 | 15 | -2  |
| Moldavia | 0   | 3  | 0  | 0   | 3  | 5  | 19 | -14 |

| Fecha              | Lugar |          |                     | Resultado |                     |          |
| ------------------ | ----- | -------- | ------------------- | --------- | ------------------- | -------- |
| 1 de julio de 2012 | Moscú | Ucrania  | Bandera de Ucrania  | 4:3       | Bandera de Grecia   | Grecia   |
| 1 de julio de 2012 | Moscú | Moldavia | Bandera de Moldavia | 2:8       | Bandera de Portugal | Portugal |
| 2 de julio de 2012 | Moscú | Ucrania  | Bandera de Ucrania  | 3:1       | Bandera de Moldavia | Moldavia |
| 2 de julio de 2012 | Moscú | Portugal | Bandera de Portugal | 9:2       | Bandera de Grecia   | Grecia   |
| 3 de julio de 2012 | Moscú | Grecia   | Bandera de Grecia   | 8:2       | Bandera de Moldavia | Moldavia |
| 3 de julio de 2012 | Moscú | Portugal | Bandera de Portugal | 1:2       | Bandera de Ucrania  | Ucrania  |

#### Grupo C
| Equipo      | Pts | PJ | PG | PG+ | PP | GF | GC | Dif |
| ----------- | --- | -- | -- | --- | -- | -- | -- | --- |
| Bielorrusia | 8   | 3  | 2  | 1   | 0  | 12 | 8  | 4   |
| Suiza       | 6   | 3  | 2  | 0   | 1  | 18 | 9  | 9   |
| Azerbaiyán  | 3   | 3  | 1  | 0   | 2  | 9  | 8  | 1   |
| Inglaterra  | 0   | 3  | 0  | 0   | 3  | 4  | 18 | -14 |

| Fecha              | Lugar |             |                        | Resultado |                        |             |
| ------------------ | ----- | ----------- | ---------------------- | --------- | ---------------------- | ----------- |
| 1 de julio de 2012 | Moscú | Azerbaiyán  | Bandera de Azerbaiyán  | 4:1       | Bandera de Inglaterra  | Inglaterra  |
| 1 de julio de 2012 | Moscú | Bielorrusia | Bandera de Bielorrusia | 4:4 (1:0) | Bandera de Suiza       | Suiza       |
| 2 de julio de 2012 | Moscú | Azerbaiyán  | Bandera de Azerbaiyán  | 2:3       | Bandera de Bielorrusia | Bielorrusia |
| 2 de julio de 2012 | Moscú | Suiza       | Bandera de Suiza       | 10:1      | Bandera de Inglaterra  | Inglaterra  |
| 3 de julio de 2012 | Moscú | Suiza       | Bandera de Suiza       | 4:3       | Bandera de Azerbaiyán  | Azerbaiyán  |
| 3 de julio de 2012 | Moscú | Inglaterra  | Bandera de Inglaterra  | 2:4       | Bandera de Bielorrusia | Bielorrusia |

#### Grupo D
| Equipo       | Pts | PJ | PG | PG+ | PP | GF | GC | Dif |
| ------------ | --- | -- | -- | --- | -- | -- | -- | --- |
| Países Bajos | 9   | 3  | 3  | 0   | 0  | 17 | 8  | 9   |
| España       | 6   | 3  | 2  | 0   | 1  | 18 | 10 | 8   |
| Turquía      | 3   | 3  | 1  | 0   | 2  | 12 | 13 | -1  |
| Noruega      | 0   | 3  | 0  | 0   | 3  | 7  | 23 | -16 |

| Fecha              | Lugar |              |                             | Resultado |                             |              |
| ------------------ | ----- | ------------ | --------------------------- | --------- | --------------------------- | ------------ |
| 1 de julio de 2012 | Moscú | Turquía      | Bandera de Turquía          | 1:6       | Bandera de los Países Bajos | Países Bajos |
| 1 de julio de 2012 | Moscú | Noruega      | Bandera de Noruega          | 2:9       | Bandera de España           | España       |
| 2 de julio de 2012 | Moscú | España       | Bandera de España           | 4:5       | Bandera de los Países Bajos | Países Bajos |
| 2 de julio de 2012 | Moscú | Turquía      | Bandera de Turquía          | 8:2       | Bandera de Noruega          | Noruega      |
| 3 de julio de 2012 | Moscú | España       | Bandera de España           | 5:3       | Bandera de Turquía          | Turquía      |
| 3 de julio de 2012 | Moscú | Países Bajos | Bandera de los Países Bajos | 6:3       | Bandera de Noruega          | Noruega      |

#### Grupo E
| Equipo   | Pts | PJ | PG | PG+ | PP | GF | GC | Dif |
| -------- | --- | -- | -- | --- | -- | -- | -- | --- |
| Italia   | 8   | 3  | 2  | 1   | 0  | 15 | 9  | 6   |
| Hungría  | 6   | 3  | 2  | 0   | 1  | 10 | 10 | 0   |
| Israel   | 3   | 3  | 1  | 0   | 2  | 9  | 10 | -1  |
| Bulgaria | 0   | 3  | 0  | 0   | 3  | 4  | 9  | -5  |

| Fecha              | Lugar |          |                     | Resultado           |                     |          |
| ------------------ | ----- | -------- | ------------------- | ------------------- | ------------------- | -------- |
| 1 de julio de 2012 | Moscú | Bulgaria | Bandera de Bulgaria | 2:4                 | Bandera de Italia   | Italia   |
| 1 de julio de 2012 | Moscú | Hungría  | Bandera de Hungría  | 5:2                 | Bandera de Israel   | Israel   |
| 2 de julio de 2012 | Moscú | Hungría  | Bandera de Hungría  | 2:1                 | Bandera de Bulgaria | Bulgaria |
| 2 de julio de 2012 | Moscú | Italia   | Bandera de Italia   | 4:4 (0:0, 4:3 pen.) | Bandera de Israel   | Israel   |
| 3 de julio de 2012 | Moscú | Israel   | Bandera de Israel   | 3:1                 | Bandera de Bulgaria | Bulgaria |
| 3 de julio de 2012 | Moscú | Italia   | Bandera de Italia   | 7:3                 | Bandera de Hungría  | Hungría  |

#### Grupo F
| Equipo          | Pts | PJ | PG | PG+ | PP | GF | GC | Dif |
| --------------- | --- | -- | -- | --- | -- | -- | -- | --- |
| República Checa | 6   | 3  | 2  | 0   | 1  | 15 | 11 | 4   |
| Francia         | 6   | 3  | 2  | 0   | 1  | 12 | 12 | 0   |
| Rumania         | 3   | 3  | 1  | 0   | 2  | 12 | 14 | -2  |
| Estonia         | 3   | 3  | 1  | 0   | 2  | 9  | 11 | -2  |

| Fecha              | Lugar |                 |                            | Resultado |                            |                 |
| ------------------ | ----- | --------------- | -------------------------- | --------- | -------------------------- | --------------- |
| 1 de julio de 2012 | Moscú | Estonia         | Bandera de Estonia         | 3:5       | Bandera de Rumania         | Rumania         |
| 1 de julio de 2012 | Moscú | Francia         | Bandera de Francia         | 4:6       | Bandera de República Checa | República Checa |
| 2 de julio de 2012 | Moscú | Rumania         | Bandera de Rumania         | 4:7       | Bandera de República Checa | República Checa |
| 2 de julio de 2012 | Moscú | Francia         | Bandera de Francia         | 4:3       | Bandera de Estonia         | Estonia         |
| 3 de julio de 2012 | Moscú | Rumania         | Bandera de Rumania         | 3:4       | Bandera de Francia         | Francia         |
| 3 de julio de 2012 | Moscú | República Checa | Bandera de República Checa | 2:3       | Bandera de Estonia         | Estonia         |

### Clasificación previa para la ronda final
En esta fase los dieciséis equipos clasificados de la ronda anterior fueron emparejados. Los ganadores de cada enfrentamiento pasaron a la ronda final.

| Fecha              | Lugar |                 |                             | Resultado           |                       |            |
| ------------------ | ----- | --------------- | --------------------------- | ------------------- | --------------------- | ---------- |
| 4 de julio de 2012 | Moscú | Bielorrusia     | Bandera de Bielorrusia      | 4:3                 | Bandera de Grecia     | Grecia     |
| 4 de julio de 2012 | Moscú | Países Bajos    | Bandera de los Países Bajos | 4:3                 | Bandera de Israel     | Israel     |
| 4 de julio de 2012 | Moscú | República Checa | Bandera de República Checa  | 3:6                 | Bandera de Hungría    | Hungría    |
| 4 de julio de 2012 | Moscú | Polonia         | Bandera de Polonia          | 6:5                 | Bandera de Azerbaiyán | Azerbaiyán |
| 4 de julio de 2012 | Moscú | Ucrania         | Bandera de Ucrania          | 7:4                 | Bandera de Turquía    | Turquía    |
| 4 de julio de 2012 | Moscú | Rusia           | Bandera de Rusia            | 8:7                 | Bandera de Suiza      | Suiza      |
| 4 de julio de 2012 | Moscú | Italia          | Bandera de Italia           | 2:6                 | Bandera de España     | España     |
| 4 de julio de 2012 | Moscú | Portugal        | Bandera de Portugal         | 3:3 (0:0, 3:4 pen.) | Bandera de Francia    | Francia    |

### Ronda final
En la ronda final los ocho equipos clasificados fueron ubicados en dos grupos de acuerdo a su desempeño en el torneo. Tras una ronda de todos contra todos, los dos primeros lugares clasificaron a la copa mundial y también decidieron el ganador del evento. 
La siguiente tabla muestra las estadísticas que sirvieron para conformar los grupos. En el grupo G estaban incluidos el 1°, 4°, 5° y 8° puesto; mientras que el grupo H lo integraron el 2°, 3°, 6° y 7° lugar.
| Equipo       | Pts | PJ | PG | PG+ | PP | GF | GC | Dif |
| ------------ | --- | -- | -- | --- | -- | -- | -- | --- |
| Países Bajos | 12  | 4  | 4  | 0   | 0  | 21 | 11 | 10  |
| Ucrania      | 12  | 4  | 4  | 0   | 0  | 16 | 9  | 7   |
| Polonia      | 11  | 4  | 3  | 1   | 0  | 22 | 11 | 11  |
| Bielorrusia  | 11  | 4  | 3  | 1   | 0  | 16 | 11 | 5   |
| Rusia        | 9   | 4  | 3  | 0   | 1  | 25 | 13 | 12  |
| España       | 9   | 4  | 3  | 0   | 1  | 24 | 12 | 12  |
| Hungría      | 9   | 4  | 3  | 0   | 1  | 16 | 13 | 3   |
| Francia      | 8   | 4  | 2  | 1   | 1  | 15 | 15 | 0   |

#### Grupo G
| Equipo       | Pts | PJ | PG | PG+ | PP | GF | GC | Dif |
| ------------ | --- | -- | -- | --- | -- | -- | -- | --- |
| Rusia        | 9   | 3  | 3  | 0   | 0  | 15 | 9  | 6   |
| Países Bajos | 5   | 3  | 1  | 1   | 1  | 10 | 10 | 0   |
| Francia      | 2   | 3  | 0  | 1   | 2  | 15 | 18 | -3  |
| Bielorrusia  | 0   | 3  | 0  | 0   | 3  | 13 | 16 | -3  |

| Fecha              | Lugar |              |                             | Resultado           |                        |             |
| ------------------ | ----- | ------------ | --------------------------- | ------------------- | ---------------------- | ----------- |
| 5 de julio de 2012 | Moscú | Rusia        | Bandera de Rusia            | 5:3                 | Bandera de Bielorrusia | Bielorrusia |
| 5 de julio de 2012 | Moscú | Países Bajos | Bandera de los Países Bajos | 4:4 (0:0, 6:5 pen.) | Bandera de Francia     | Francia     |
| 6 de julio de 2012 | Moscú | Bielorrusia  | Bandera de Bielorrusia      | 6:6 (0:0, 5:6 pen.) | Bandera de Francia     | Francia     |
| 6 de julio de 2012 | Moscú | Países Bajos | Bandera de los Países Bajos | 1:2                 | Bandera de Rusia       | Rusia       |
| 7 de julio de 2012 | Moscú | Países Bajos | Bandera de los Países Bajos | 5:4                 | Bandera de Bielorrusia | Bielorrusia |
| 7 de julio de 2012 | Moscú | Rusia        | Bandera de Rusia            | 8:5                 | Bandera de Francia     | Francia     |

#### Grupo H
| Equipo  | Pts | PJ | PG | PG+ | PP | GF | GC | Dif |
| ------- | --- | -- | -- | --- | -- | -- | -- | --- |
| España  | 8   | 3  | 2  | 1   | 0  | 14 | 8  | 6   |
| Ucrania | 6   | 3  | 2  | 0   | 1  | 14 | 11 | 3   |
| Polonia | 3   | 3  | 1  | 0   | 2  | 14 | 15 | -1  |
| Hungría | 0   | 3  | 0  | 0   | 3  | 6  | 14 | -8  |

| Fecha              | Lugar |         |                    | Resultado |                    |         |
| ------------------ | ----- | ------- | ------------------ | --------- | ------------------ | ------- |
| 5 de julio de 2012 | Moscú | Hungría | Bandera de Hungría | 2:3       | Bandera de Ucrania | Ucrania |
| 5 de julio de 2012 | Moscú | Polonia | Bandera de Polonia | 3:5       | Bandera de España  | España  |
| 6 de julio de 2012 | Moscú | Polonia | Bandera de Polonia | 7:3       | Bandera de Hungría | Hungría |
| 6 de julio de 2012 | Moscú | Ucrania | Bandera de Ucrania | 4:4 (0:1) | Bandera de España  | España  |
| 7 de julio de 2012 | Moscú | Ucrania | Bandera de Ucrania | 7:4       | Bandera de Polonia | Polonia |
| 7 de julio de 2012 | Moscú | España  | Bandera de España  | 4:1       | Bandera de Hungría | Hungría |

### Juego por el tercer lugar
| Fecha              | Lugar |              |                             | Resultado |                    |         |
| ------------------ | ----- | ------------ | --------------------------- | --------- | ------------------ | ------- |
| 8 de julio de 2012 | Moscú | Países Bajos | Bandera de los Países Bajos | 0:3       | Bandera de Ucrania | Ucrania |

### Final
| Fecha              | Lugar |       |                  | Resultado |                   |        |
| ------------------ | ----- | ----- | ---------------- | --------- | ----------------- | ------ |
| 8 de julio de 2012 | Moscú | Rusia | Bandera de Rusia | 3:5       | Bandera de España | España |

|                |
| Campeón España |

## Clasificados
| Bandera de Rusia | Bandera de España | Bandera de los Países Bajos | Bandera de Ucrania |
| Rusia            | España            | Países Bajos                | Ucrania            |